# امشه کواچ
اِمِشِه کواچ (به انگلیسی: Kovács Emese) (زادهٔ ۱ مارس ۱۹۹۱) شناگر اهل مجارستان است.